# لودفيغ بيكر (سياسي)
لودفيغ بيكر (بالألمانية: Ludwig Becker)‏ هو نقابي وصحفي وسياسي ألماني، ولد في 25 أكتوبر 1892 في شفايبيش غموند في ألمانيا، وتوفي في 4 أبريل 1974 في شتوتغارت في ألمانيا. حزبياً، نشط في الحزب الشيوعي في ألمانيا والحزب الديمقراطي الاجتماعي الألماني وCommunist Party of Germany (Opposition) ‏. وقد انتخب رئيس مجلس الإدارة IG Metall Baden-Württemberg ‏ (1953 – 1959).